# 襄陽府

湖北省の襄陽府の位置（1820年）

襄陽府（じょうようふ）は、中国にかつて存在した府。宋代から民国初年にかけて、現在の湖北省襄陽市一帯に設置された。

## 概要
1119年（宣和元年）、北宋により襄州が襄陽府に昇格した。襄陽府は京西南路に属し、襄陽・鄧城・宜城・穀城・中廬・南漳の6県を管轄した。
1274年（至元11年）、元により襄陽府は襄陽路総管府と改められた。襄陽路は河南江北等処行中書省に属し、録事司と襄陽・宜城・南漳・棗陽・穀城・光化の6県と均州に属する武当・鄖の2県と房州に属する房陵・竹山の2県、合わせて1司2州10県を管轄した。1364年、朱元璋により襄陽路は襄陽府と改められ、湖広等処行中書省に転属した。
明のとき、襄陽府は湖広省に属し、直属の襄陽・宜城・南漳・棗陽・穀城・光化の6県と均州を管轄した。
清のとき、襄陽府は湖北省に属し、襄陽・宜城・南漳・棗陽・穀城・光化の6県と均州を管轄した。
1913年、中華民国により襄陽府は廃止された。